# Psidium langsdorffii
Psidium langsdorffii är en myrtenväxtart som beskrevs av Otto Karl Berg. Psidium langsdorffii ingår i släktet Psidium och familjen myrtenväxter. Inga underarter finns listade i Catalogue of Life.